# NGC 6170
NGC 6170 (NGC 6176) é uma galáxia elíptica (E-S0) localizada na direcção da constelação de Draco. Possui uma declinação de +59° 33' 47" e uma ascensão recta de 16 horas, 27 minutos e 36,4 segundos.
A galáxia NGC 6170 foi descoberta em 9 de Julho de 1886 por Lewis A. Swift.